# Flusswaldsänger
Der Flusswaldsänger (Myiothlypis rivularis, Syn.: Basileuterus rivularis, Phaeothlypis rivularis) ist ein kleiner Singvogel der Gattung Myiothlypis aus der Familie der Waldsänger (Parulidae). Diese Art bildet mit dem Schmätzerwaldsänger (Myiothlypis fulvicauda) eine Superspezies. Das Verbreitungsgebiet befindet sich in Südamerika. Die IUCN listet die Vogelart als „nicht gefährdet“ (least concern).

## Merkmale
Der Flusswaldsänger erreicht eine Körperlänge von 13,5 Zentimetern und ein Gewicht von 11,5 bis 16,5 Gramm. Die Flügellänge beträgt bei den Männchen 6,1 bis 6,9 Zentimeter, bei Weibchen 5,9 bis 6,5 Zentimeter. Bei der Nominatform haben adulte Vögel und diesjährige Jungvögel eine schwarze Stirn und schwarze Scheitelseiten, der Oberkopf ist schiefergrau und der schmale Überaugenstreif ist hell gräulichweiß und leicht gelbbraun verwaschen. Der Augenstreif ist schwärzlich und der unterbrochene Augenring hell gelbbraun. Die olivbraunen Ohrdecken sind mit undeutlichen hell beige-weißen Streifen durchzogen. Nacken und Halsseiten sind schiefergrau und das Oberseitengefieder ist dunkel oliv; Bürzel und Oberschwanzdecken sind heller oliv. Die Flügel sind dunkelbraun mit oliven Federrändern, die Steuerfedern dunkel oliv mit helleren oliven Federrändern.
Das Kehlgefieder ist hell beige-weiß, die Brust hell gelbbraun mit dunkel oliv verwaschenen Brustseiten. Die Bauchpartie, die dunkel oliv verwaschenen Flanken und die Unterschwanzdecken sind deutlich sichtbar gelbbraun, wobei das Zentrum der Bauchpartie manchmal weißlich sein kann. Der Schnabel ist schwärzlich und die Beine sind fleischfarben.
Im Jugendkleid ähneln die Vögel sehr den Jungvögeln ihrer Schwesterart, dem Flusswaldsänger. Einziges Unterscheidungsmerkmal ist die fehlende gelbbraune Basis des Schwanzes.

## Lebensraum, Ernährung und Fortpflanzung
Die Art ist ein Standvogel und bewohnt Niederungen in Regenwäldern, Waldränder an Sumpfgebieten und Gebiete entlang von Flüssen und Bächen bis in eine Höhe von 1000 Metern. In den Gebirgsausläufern der Anden in Bolivien kommt die Unterart Phaeothlypis r. boliviana auch bis zu einer Höhe von 1400 Metern vor. Die Vögel bevorzugen langsam fließende Gewässer und mehr Sumpfgebiete mit stehendem Wasser als der Flusswaldsänger.
Ihre Nahrung, bestehend aus Insekten und anderen Wirbellosen, suchen sie meist paarweise hüpfend am Boden und auf liegendem Totholz vorwiegend an Gewässerrändern. Manchmal fangen sie vom Boden aus ihre Beutetiere im Flug. Dabei schwingt der Schwanz stetig hin und her und wippt auf und ab.
Über die Brutzeit gibt es wenige Informationen. Gerade flügge gewordene Jungvögel wurden in den Monaten März, April und Juli in Brasilien gesichtet und in Venezuela wurden im Februar Individuen beim Singen gehört.
Es gibt einen Bericht über einen Hybriden mit dem Olivflanken-Waldsänger (Basileuterus leucoblepharus).

## Systematik und Verbreitung
Es werden drei Unterarten anerkannt, die in deutlich voneinander getrennten Regionen vorkommen:
- Myiothlypis r. rivularis (Wied-Neuwied, 1821)[1] – Kommt im Südosten von Brasilien, im Osten von Paraguay und im äußersten Nordosten von Argentinien vor.
- Myiothlypis r. boliviana (Sharpe, 1885)[2] – Verbreitet in den Gebirgsausläufen der Anden in Bolivien. Im Erscheinungsbild ähnelt diese Unterart der Nominatform. Der Scheitelseitenstreif fehlt, der Überaugenstreif ist kürzer und etwas kräftiger gelbbraun und das Unterseitengefieder ist sichtbar intensiver weiß.
- Myiothlypis r. mesoleuca (P. L. Sclater, 1865)[3] – Vorkommen gibt es im Osten von Venezuela und in Guyana, Surinam und Französisch-Guayana sowie am östlichen Amazonasbecken im Nordosten von Brasilien. Das Oberseitengefieder ist heller und mehr bräunlich-oliv als bei den anderen beiden Unterarten. Der Überaugenstreif, der Augenring und die Ohrdecken sind kräftiger gelbbraun. Auch bei dieser Unterart fehlt der schwarze Scheitelseitenstreif. Das Unterseitengefieder ist intensiver gefärbt: Die Kehle und der Bauch sind weiß und die Brust, die Flanken und die Unterschwanzdecken kräftig gelbbraun.

## Etymologie und Forschungsgeschichte
Die Erstbeschreibung des Flusswaldsängers erfolgte 1821 durch Maximilian zu Wied-Neuwied unter dem wissenschaftlichen Namen Muscicapa rivularis. Das Typusexemplar hatte er auf dem Weg nach Ilhéus gesammelt. Bereits 1851 führte Jean Louis Cabanis die für die Wissenschaft neue Gattung Myiothlypis ein. Der Begriff stammt von μυῖα myia für Fliege und θλυπίς thlypis für einen nicht identifizierten kleinen Vogel ab. Der Artname rivularis stammt von lateinisch rivulus, rivus ‚kleiner Bach, Bach, Strom‘ ab. Boliviana bezieht sich auf Bolivien. Schließlich leitet sich mesoleuca von μεσος mesos für halb, mittig und λευκος leukos für weiß ab. Alfred Laubmann nannte für Paraguay nur Nachweise, die auf Berichten von Arnaldo de Winkelried Bertoni basieren.